# Wolfgang Ratz
Wolfgang Ratz (Bilbao, 12 de enero de 1959) es un escritor austriaco.

## Biografía
Wolfgang Ratz nació en Bilbao en el País Vasco. Pasó la infancia en Viena, Austria, e hizo estudios de traductología con las lenguas castellana, inglesa y francesa así que de pintura e ilustración gráfica. Ratz trabaja como escritor, traductor, pintor y cantante, y vive en Viena. Escribe poesía, narrativa y críticas literarias. Sus textos fueron publicados en alemán y español en varias revistas de literatura (por ejemplo en Literarisches Österreich, Die Furche, Literaricum, O Correo Galego, Diario de Querétaro) y en antologías. En 1991 recibió el tercero premio de poesía del P.E.N. Liechtenstein, en 1996 la mención de honor en la convocatoria de la revista latinoamericana Xicóatl, y en 2006 el segón premio en la convocatoria International Poetry Competition - German de Feile Filíochta en Dublín.
Wolfgang Ratz es miembro de la asociación de escritores Grazer Autorinnen Autorenversammlung, miembro fundador de la asociación de autores latinoamericanos en Austria ALA y de la asociación Österreichischer Schriftstellerverband.

## Obra
- Hoja rota/Zerrissenes Blatt, poesía castellano-alemán (con Javier Tafur), editorial Cuadernos negros, Calarcá 2007
- El idioma de las hormigas/Die Sprache der Ameisen, poesía castellano-alemán , editorial Vitrales de Alejandría, Caracas 2004, ISBN 980-6480-23-6
- Poesía entre dos mundos: antología ALA, poesía (ed.), Edition Doppelpunkt, Viena 2004, ISBN 3-85273-177-1
- Zimt und Metall, poesía, Verlag G. Grasl, Baden bei Wien 2002, ISBN 3-85098-259-9
- 1492-keine Wahrheit ist auch eine Klarheit, teatre, Viena 1992